# Lac Breeches
Le lac  Breeches est situé à 24 km au sud de Thetford Mines, dans la municipalité de Saint-Jacques-le-Majeur-de-Wolfestown. Il est localisé près de la tête de la Rivière au Pin (rivière Bécancour), dans le bassin versant sud de la Rivière Bécancour.

## Géographie
Le lac est entouré de 450 hectares de terrains protégés dont Le Club de Chasse et Pêche du Comté de Wolfe, fondée en 1898, est en grande partie propriétaire. Les rives autour du lac sont presque entièrement naturelles; Seulement 40 chalets y ont été construits. Le lac reçoit la décharge du lac Sunday au sud et est longé au nord par la Route 263.